# Вязищенское сельское поселение
Вязищенское сельское поселение — бывшее муниципальное образование в составе Тёмкинского района Смоленской области России.
Административный центр — деревня Замыцкое.
Образовано законом от 1 декабря 2004 года. Упразднено законом от 28 июня 2017 года с включением всех входивших в его состав населённых пунктов в Медведевское сельское поселение.

## Географические данные
- Общая площадь: 191,67 км²
- Расположение: юго-восточная часть Тёмкинского района
- Граничит:
  - на севере — с Тёмкинским сельским поселением
  - на северо-востоке — с Павловским сельским поселением
  - на востоке и юге — с Калужской областью
  - на юго-западе — с Угранским районом
  - на западе — с Медведевским сельским поселением
- По территории поселения проходит автомобильная дорога Кобелево — Тёмкино.
- Крупные реки: Угра, Воря.

## Население
| 2007 | 2011 | 2012 | 2013 | 2014 | 2015 | 2016 |
| ---- | ---- | ---- | ---- | ---- | ---- | ---- |
| 379  | ↘330 | ↘312 | ↘301 | ↘300 | ↗301 | ↘300 |
| 2017 |      |      |      |      |      |      |
| ↗302 |      |      |      |      |      |      |

## Населённые пункты
В состав поселения входили следующие населённые пункты:
- Замыцкое, деревня
- Абрамово, деревня
- Вязищи, деревня
- Кобелево, деревня
- Карпищево, деревня
- Мамуши, деревня
- Прудки, деревня